# Gymnopleurus persianus
Gymnopleurus persianus är en skalbaggsart som beskrevs av Edmund Reitter 1909. Gymnopleurus persianus ingår i släktet Gymnopleurus och familjen bladhorningar. Inga underarter finns listade i Catalogue of Life.